# CP-Baureihe 0350
Die Baureihe 0350 ist ein einteiliger Dieseltriebwagen der portugiesischen Staatsbahn Comboios de Portugal (CP). Sie stellt eine Modernisierung der Vorgängerbaureihe 0300 dar und wird seit 2000 vorrangig im Nah- und Regionalverkehr auf portugiesischen Nebenbahnen eingesetzt.

## Geschichte

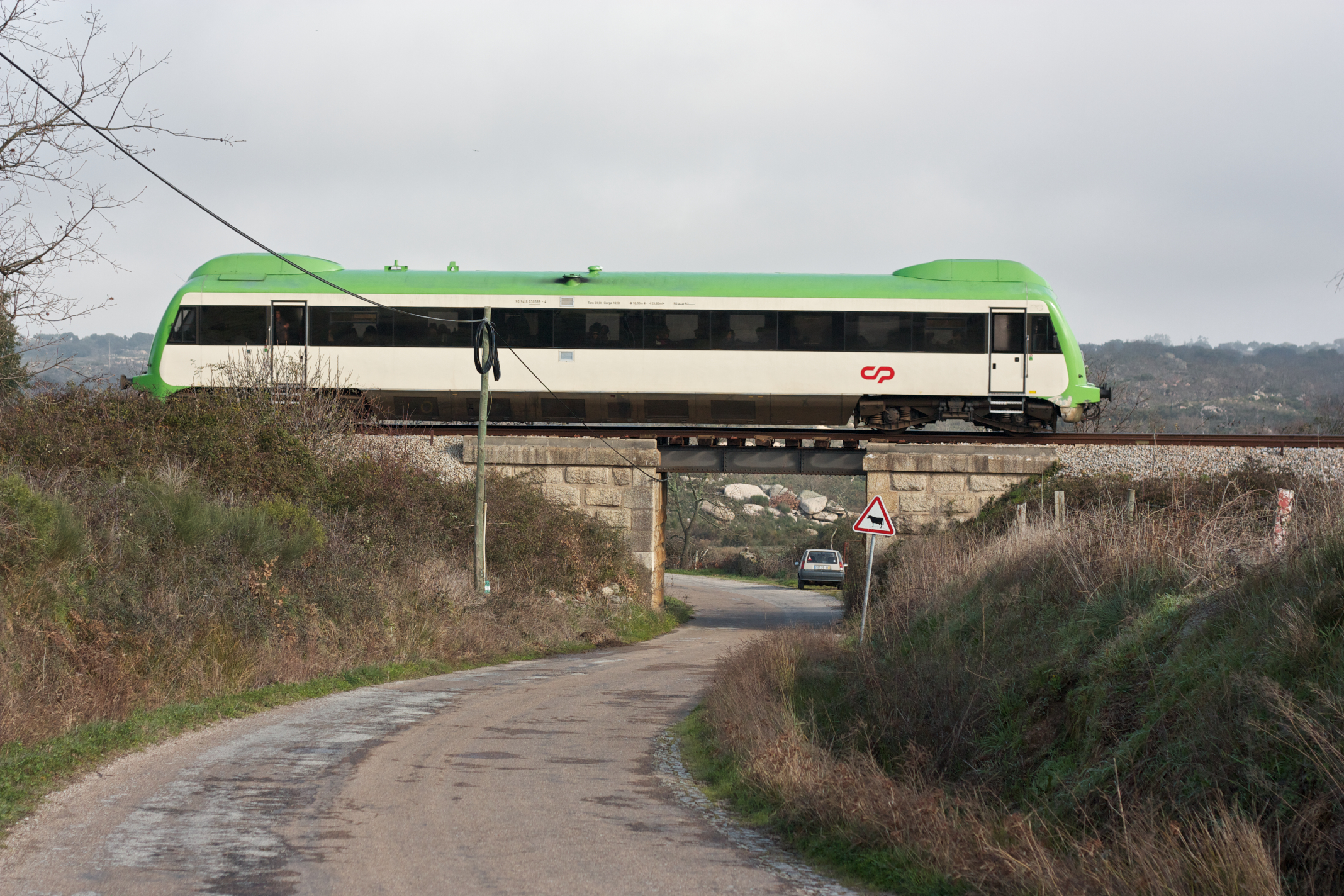
Seitenansicht eines Triebwagen der Baureihe 0350 auf der inzwischen eingestellten Ramal de Cáceres

Mitte der 1990er Jahre galten die bisher auf der Ramal de Lousã eingesetzten Dieseltriebwagen der Baureihe 0300, produziert in den 1950er Jahren, als in die Jahre gekommen und nicht den üblichen Standards mehr entsprechend. Sie galten, aufgrund ihres Alters und ihrer geringen Geschwindigkeit, gar als Symbol für das schlechte Image der portugiesischen Eisenbahnen. Da die portugiesische Staatsbahn Caminhos de Ferro Portugueses (CP) über eingeschränkte finanzielle Möglichkeiten verfügte, war eine Neuanschaffung von Fahrzeugen nicht möglich. Aus diesem Grund entschied sich die CP 1998 das Tochterunternehmen EMEF zu beauftragen, 21 der ursprünglichen 25 Triebwagen der Baureihe 0300 komplett zu überholen. Die Kosten für das Projekt beliefen sich insgesamt auf gut zwei Milliarden portugiesische Escudos, gut 100.000.000 Escudos (500.000 €) pro Fahrzeug. Bei Neufahrzeugen rechneten die CP mit dem vierfachen des Preises.
Die umfassende Modernisierung fand in den EMEF-Werken in Guifões, bei Porto, statt. Außen erhielten die Fahrzeuge ein neues grün-beiges Farbschema, während innen die Wände die Farbe blau erhielten. Des Weiteren brachte EMEF die Wagen auf den damaligen Stand der Technik, was unter anderem eine Klimaanlage, doppelte verglaste Panoramafenster, automatische Türen, Vandalismus-resistente Materialien sowie ein abgeschlossenes Toilettensystem umfasste. Der Zugführer erhielt erstmals einen Bordcomputer mit einem zentralisierten Fehlermeldungssystem. Die Zugklassen wurden abgeschafft, eine Einheitsklasse bot Platz für 144 Fahrgäste, 64 bis 68 Sitzplätze. Mit der Modernisierung verlängerte sich die Lebenszeit der Fahrzeuge nach Angaben der CP um 15 bis 20 Jahre.
Die ursprüngliche Auslieferung sollte ab September 1999 erfolgen. Nach der Entscheidung auch den elektrischen Teil komplett auszuwechseln, verzögerte sich die Auslieferung um zwei Monate auf November. Ab November lieferte die EMEF zwei Fahrzeuge pro Monat aus. Im Vorfeld der Parlamentswahl 1999 fand am 8. Oktober eine frühzeitige Präsentation des ersten Fahrzeuges in Coimbra statt.

## Einsatz
Von Anfang an war das Einsatzgebiet der Baureihe auf das Zentrum und den Süden des portugiesischen Eisenbahnnetzes beschränkt. Vor allem auf die Eisenbahnstrecken Ramal da Lousã, Ramal da Figueira da Foz und Linha do Oeste gehörten zum Einsatzgebiet der Wagen. Weitere Strecken waren die Ramal de Cáceres, Linha do Leste und  Linha da Beira Baixa.
Zwei Faktoren führten dazu, dass sich das Einsatzgebiet spürbar verkleinerte: nach und nach musste der Infrastrukturbetreiber Refer aufgrund von Finanzierungsproblemen Nebenbahnen schließen (Ramal da Figueira da Foz, Ramal de Cáceres), andererseits wurden Strecken elektrifiziert (Linha da Beira Baixa). Heute werden die Triebwagen nur noch auf der Linha do Oeste und gelegentlich auf der Linha do Alentejo zwischen Beja und Vila Nova de Baronia eingesetzt.

## Bildergalerie

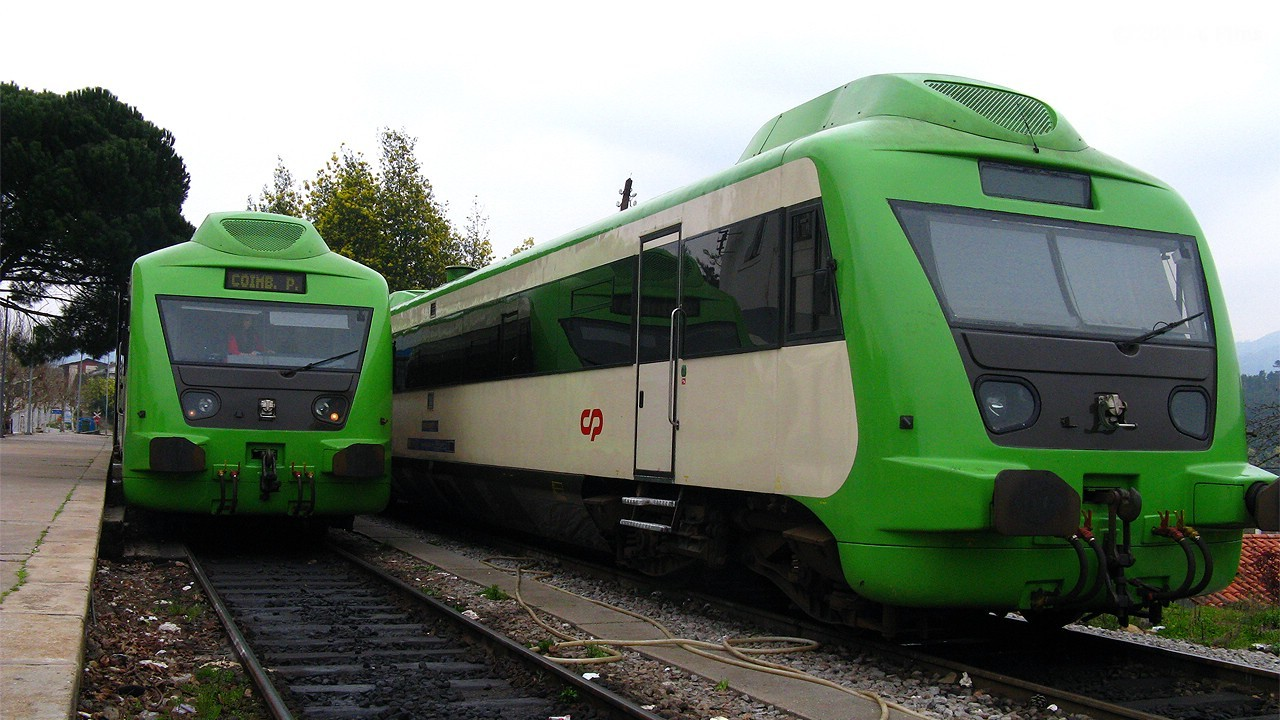
Zwei Triebwagen in Serpins
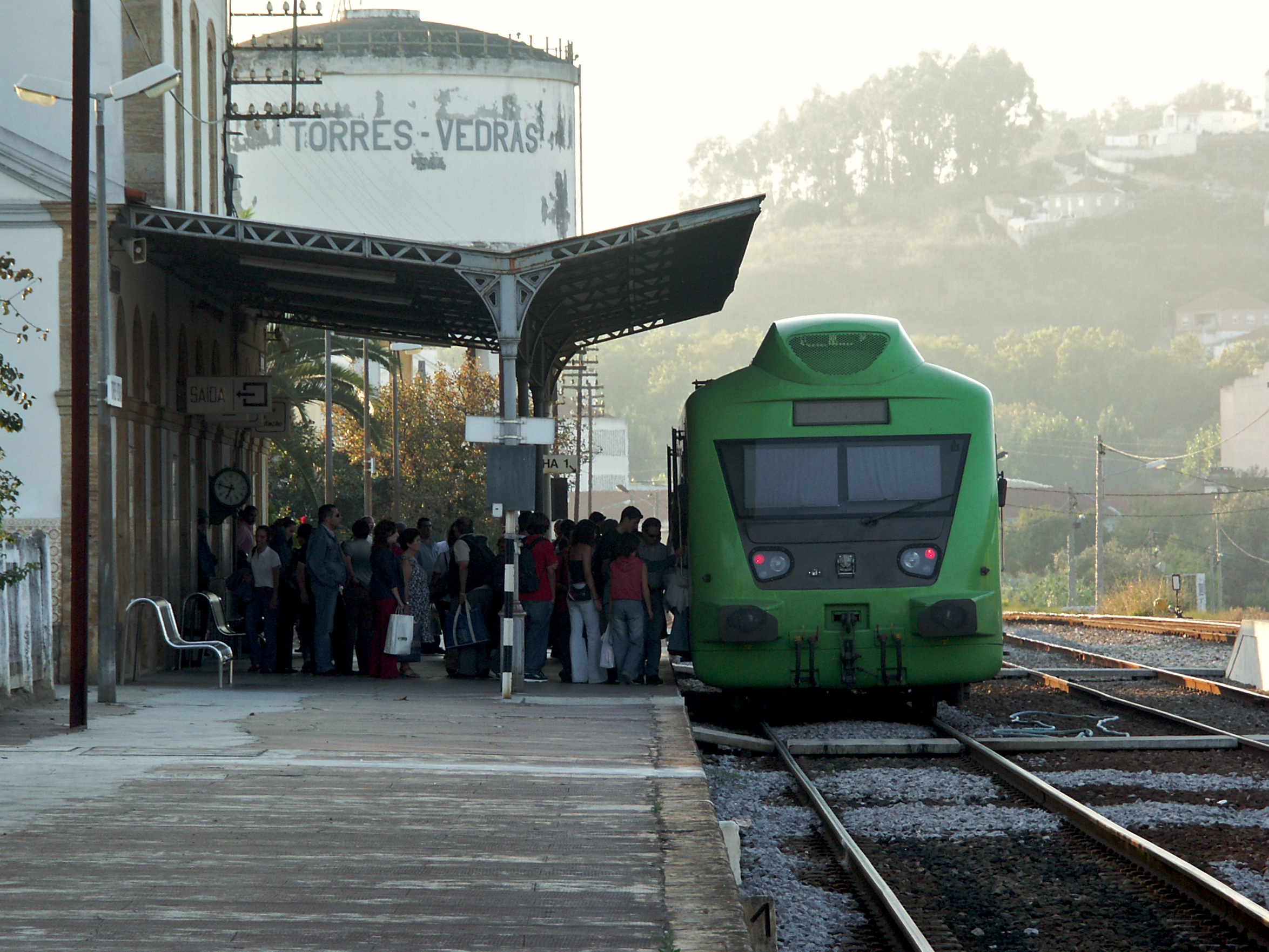
Triebwagen in Torres Vedras
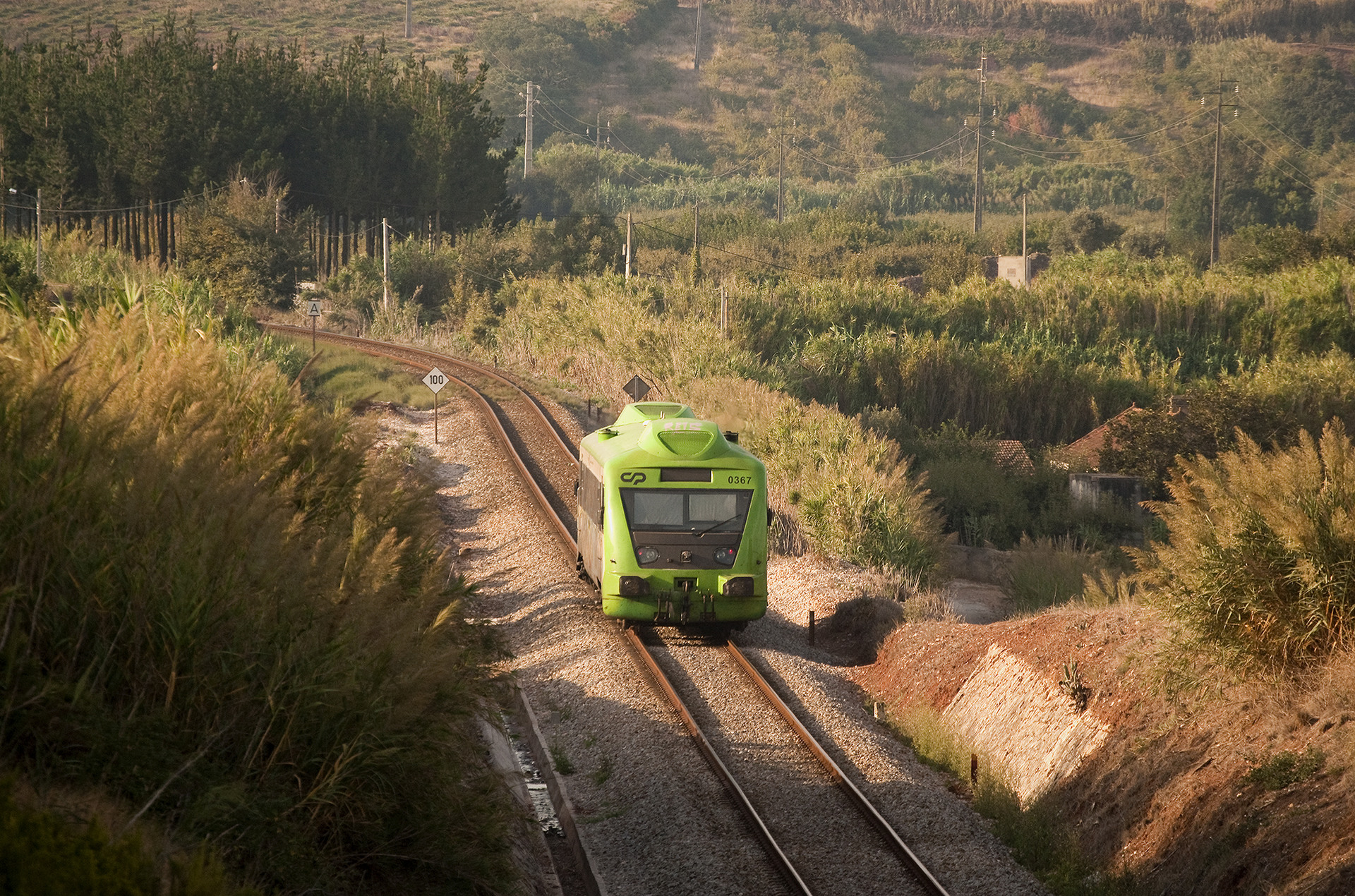
Triebwagen auf der Linha do Oeste
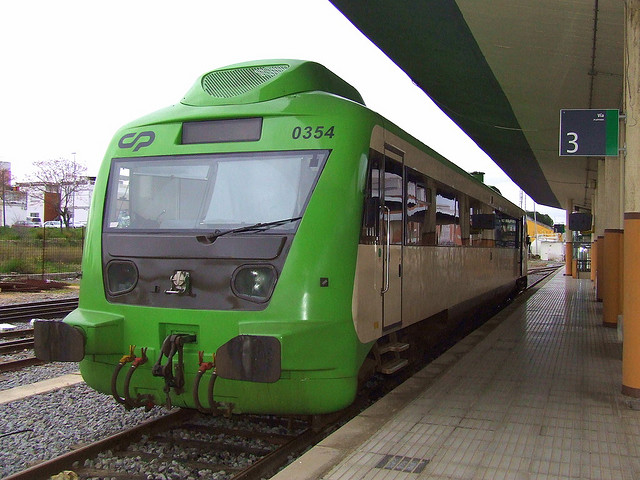
Triebwagen in Badajoz
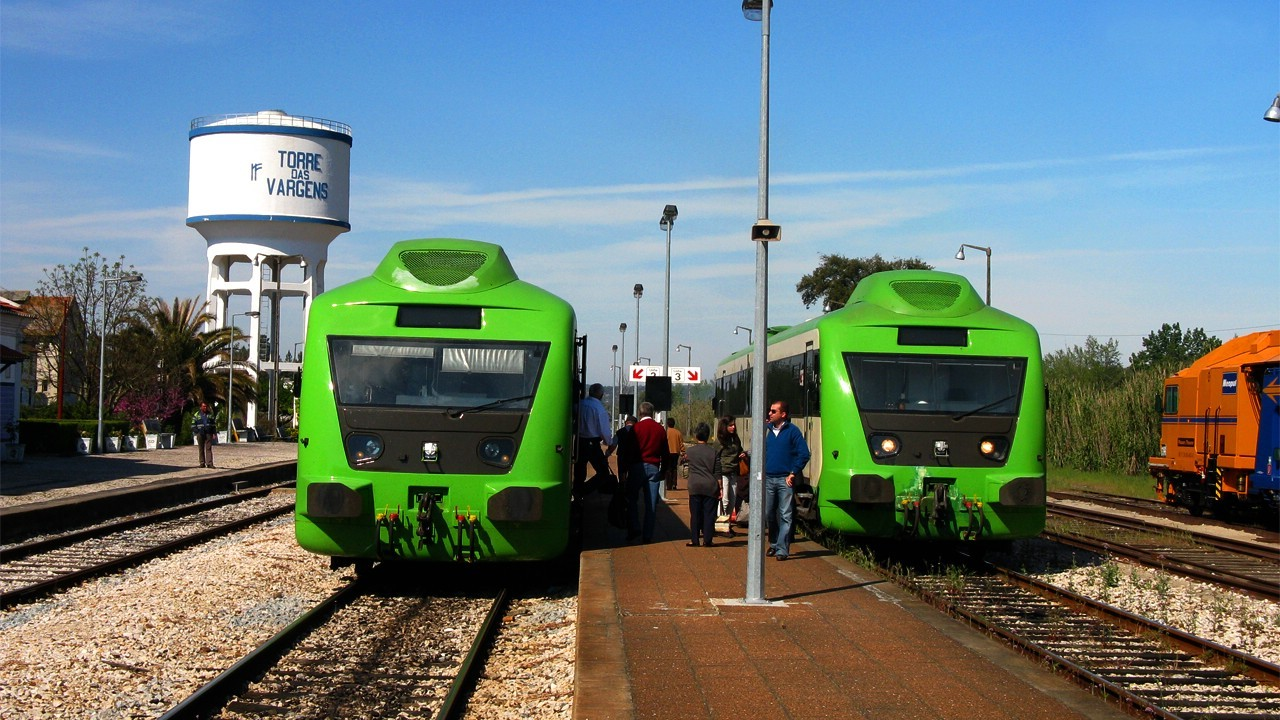
Zwei Triebwagen in Torre das Vargens
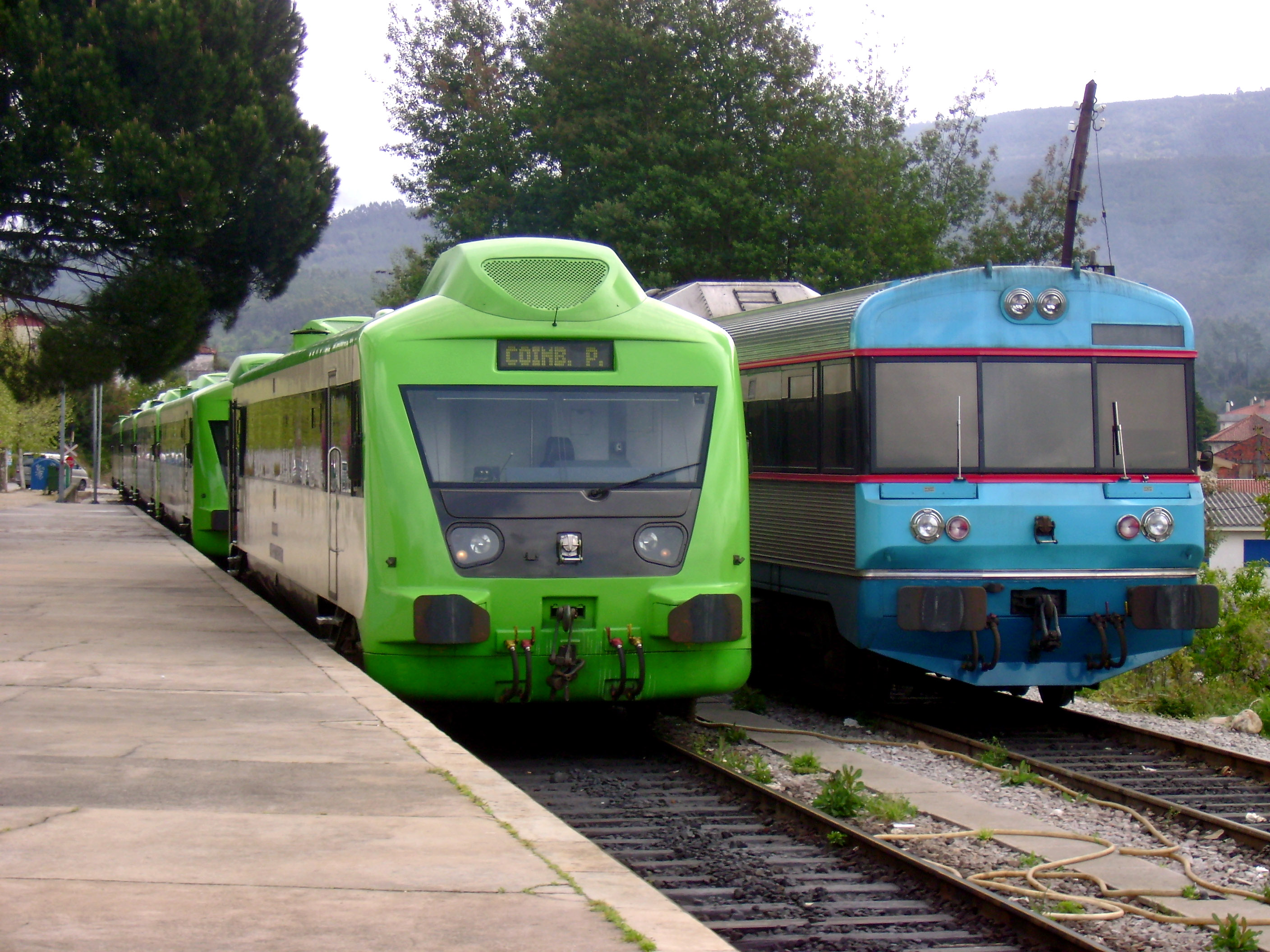
Triebwagen der Baureihe 350 und 450 in Serpins